# چاه آرزو

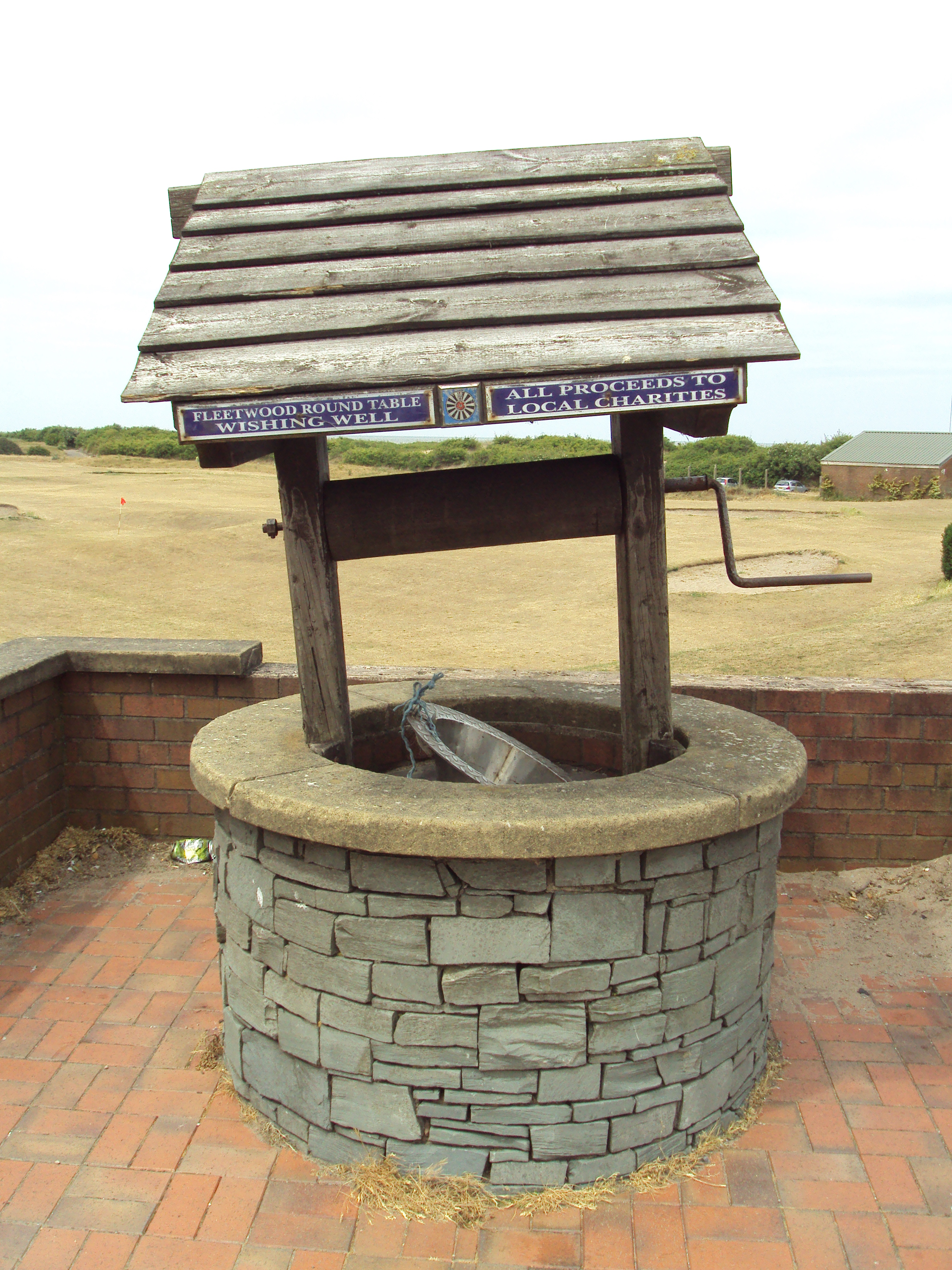
نمونه ای از چاه آرزو در لانکشایر، انگلستان

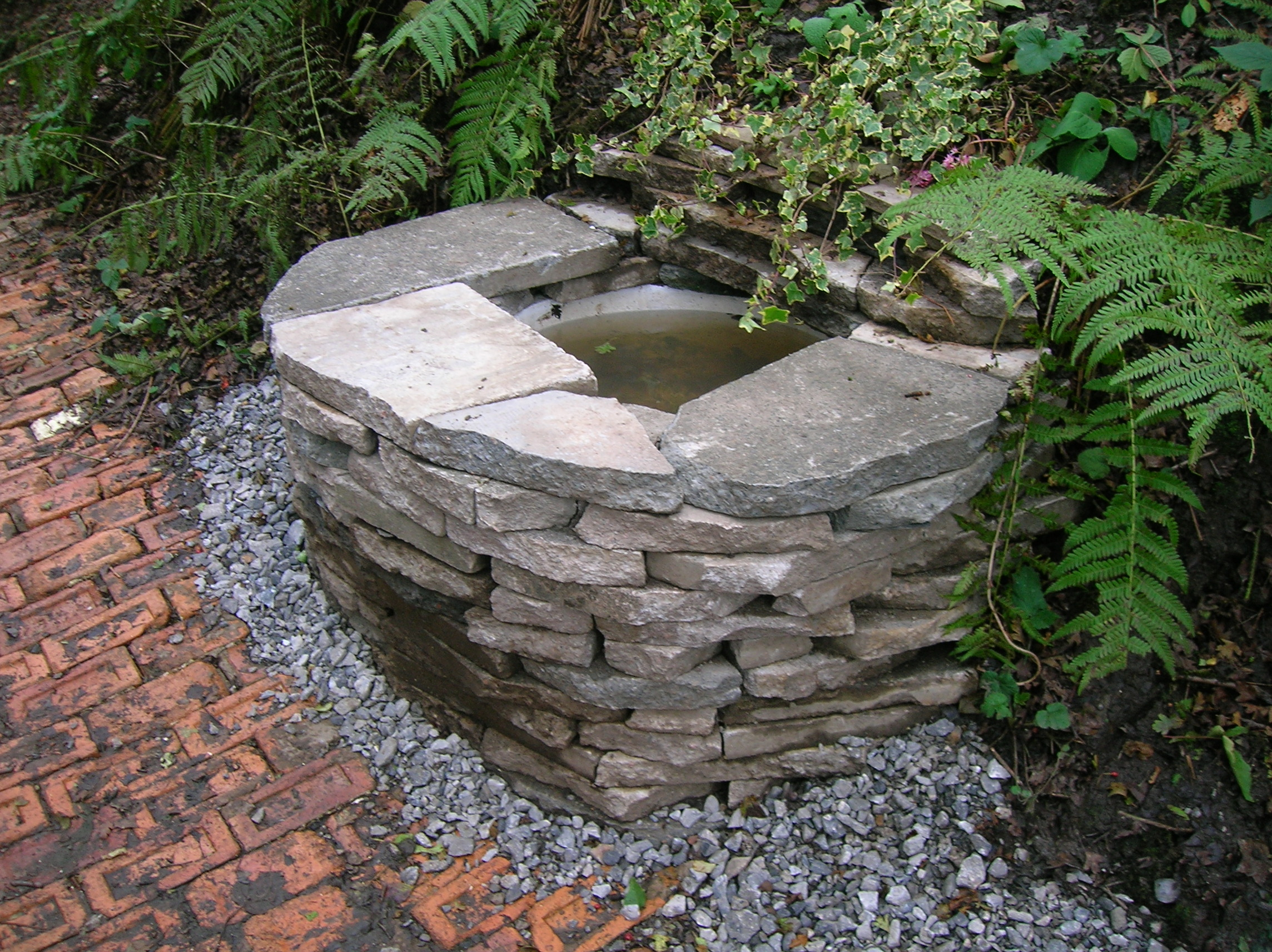
یک چاه آرزو در بارمیل، اسکاتلند

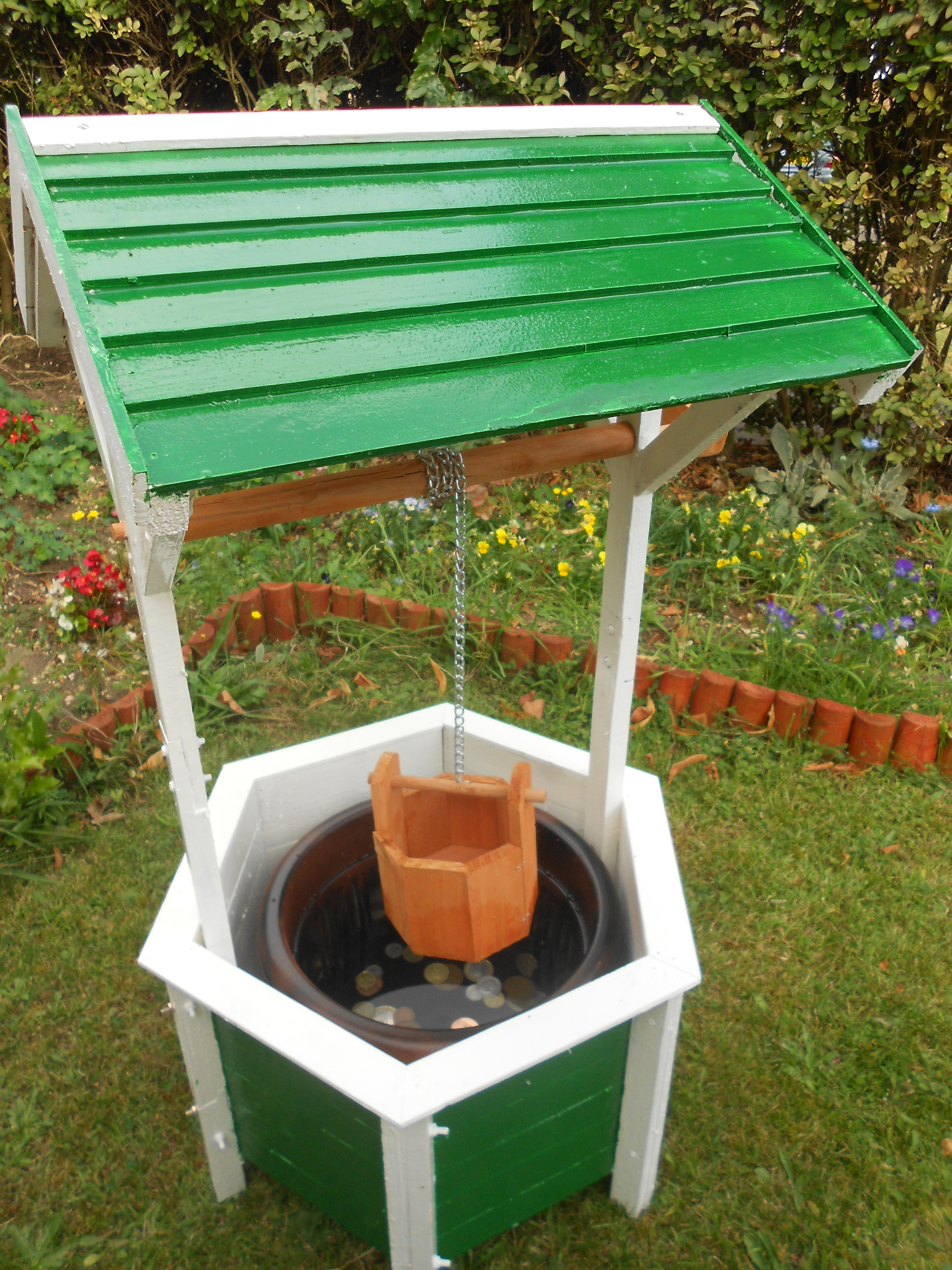
یک چاه تزیینی آرزو در باغ با سکه‌هایی برای آرزو کردن

چاه آرزو در فرهنگ فولکلور اروپایی چاهی است که است که مردم گمان می‌کنند آرزوهایی که در آن چاه گفته شود برآورده می‌شوند. این ایده که آرزویی که به چاه آب گفته شود، برآورده خواهد شد از این تصور سرچشمه می‌گیرد که برآورده شدن این آرزوها هدیه ای است از جانب خدایانی که در آب خانه دارند. چرا که آب سرچشمه زندگی و اغلب کالایی کمیاب به‌شمار می‌رفته است.

## تاریخچه

### در آیین‌های ژرمن و سلتیک
در نظر ژرمن‌ها و سلتیک‌ها چشمه‌ها و چاه‌های اماکن مقدسی محسوب می‌شدند. آن‌ها گاهی اوقات این اماکن را با مجسمه ای چوبی احتمالاً از خدای برکه نشانه گذاری می‌کردند. ژرمن‌ها مردمی بودند که با پرتاب زره پوش و سلاح دشمنان شکست خورده به باتلاق‌ها و برکه‌ها آن‌ها را به خدایان خود پیشکش می‌کردند. گاهی این آبها نیروی شفابخشی داشتند و در نتیجه چنین چاه‌هایی محبوب می‌شدند و بسیاری از مردم برای نوشیدن، حمام کردن یا فقط بیان آرزوهایشان از آن‌ها استفاده می‌کردند. برخی از مردم بر این باور بودند که نگهبانان یا متولیان چاه‌ها در صورتی که بهای لازم را بپردازند، آرزوی آن‌ها را برآورده خواهند کرد. آن‌ها پس از گفتن آرزو سکه ای در چاه می‌انداختند و بسته به اینکه سکه چگونه در ته چاه فرود آید، آن آرزو توسط نگهبان یا متولی چاه برآورده می‌شد. اگر سکه با روی آن فرود آید، آرزوی فرد برآورده می‌گردد ولی اگر سکه ای با پشت فرود آید، آن آرزو نادیده گرفته می‌شود؛ بنابراین برآورده شدن آرزو بستگی به چگونگی فرود آمدن سکه داشت.
سنت انداختن سکه در برکه‌ها و چشمه‌های به این موضوع بر می‌گردد. و سکه‌ها هدیه ای به نشانه قدردانی از خدایان به‌شمار می‌رفتند.

### افسانه شمال اروپا
در افسانه‌های شمال اروپا چاه آرزو احتمالاً یادگاری از اسطوره‌های باستانی مانند چاه میمیر از اسطوره‌های اسکاندیناوی که گاهی از آن با نام «چاه خردمندی» یاد می‌شود می‌باشد. چاهی که می‌تواند به شما خرد بی‌نهایت عطا کند و باید چیزی را که عزیز می‌دارید برایش قربانی کنید. از اودین خواسته شد تا چشم راست خود را قربانی کرده و آن را در چاه اندازد تا نه تنها آینده را ببیند، بلکه چرایی رویدادهایی که به وقوع خواهد پیوست را نیز درک کند. میمیر خدای خرد است و ریشه‌های درخت جهان ایگدراسیل آب را از چاهی که او در آن است می‌گیرد.

### اثر ضدعفونی کنندگی
نظریه دیگر این است که ممکن است مردم ندانسته متوجه خواص ضدعفونی‌کنندگی مس و نقره شده باشند، دو فلزی که به‌طور سنتی در ساخت سکه استفاده می‌شوند. انداختن سکه‌های ساخته شده از هر یک از این فلزات می‌تواند به ایجاد آب سالم برای نوشیدن کمک کند. چاه‌هایی که سکه در آن انداخته می‌شد احتمالاً کمتر تحت تأثیر طیف وسیعی از عفونت‌های باکتریایی قرار می‌گرفت و در نظر مردم خوش‌یمن بوده و به نظر می‌رسید که در درمان افراد مبتلا به عفونت‌های مکرر مؤثر واقع می‌شدند.

## نمونه
در نوامبر ۲۰۰۶ مسئولان گزارش دادند که گردشگران سالانه کمی کمتر از ۳ میلیون پوند در چاه‌های آرزو می‌ریزند.